# Tamayo (Baoruco)
Tamayo ist eine Stadt und Gemeinde in der Dominikanischen Republik. Sie ist Teil der Provinz Baoruco und die Stadt hat 27.701 Einwohner (2019). Sie befindet sich in der südwestlichen Region des Landes nahe der Grenze zu Haiti.

## Gliederung
Tamayo besteht aus sieben Bezirken:
- Tamayo
- Uvilla
- Santana
- Monserrate
- Cabeza de Toro
- Mena
- Santa Bárbara El 6

## Geschichte
Das Land wurde erstmals im 18. Jahrhundert besiedelt. Es handelte sich um ein unberührtes Gebiet, dessen Flora und Fauna die Bewunderung der ersten Siedler hervorrief, die aus Cambronal kamen. Die Neuankömmlinge gründeten ihre Bohíos und begannen mit der Viehzucht. Im Jahr 1908, mit der Ankunft eines großen Zyklons, stieg der Fluss Yaque del Sur an und überflutete das Land von Hatice und zerstörte diese Siedlung. 1943 wurde Hatice in Tamayo umbenannt.

## Wirtschaft
Tamayo ist eines der Gebiete, in denen der Bananenanbau die höchste Produktion aufweist. Die Stadt ist deshalb auch als „Hauptstadt der Banane“ bekannt und führt diese Bezeichnung in ihrem Stadtlogo.